# 松井神社
松井神社（まついじんじゃ）は、熊本県八代市北の丸町に鎮座する神社である。旧社格は郷社。

## 由緒
1881年（明治14年）、松井氏の旧家臣団をはじめ、ゆかりのある人々により創建された。祭神は、肥後細川氏筆頭家老であった松井家初代松井康之、2代興長。境内地は、1622年（元和8年）に加藤正方が母である妙慶禅尼の隠居所を建てたところで、加藤家改易後は細川忠興（三斎）の住居地となり、松井興長が八代城主に任じられた後は、松井家代々の居館となった。

## 臥竜梅

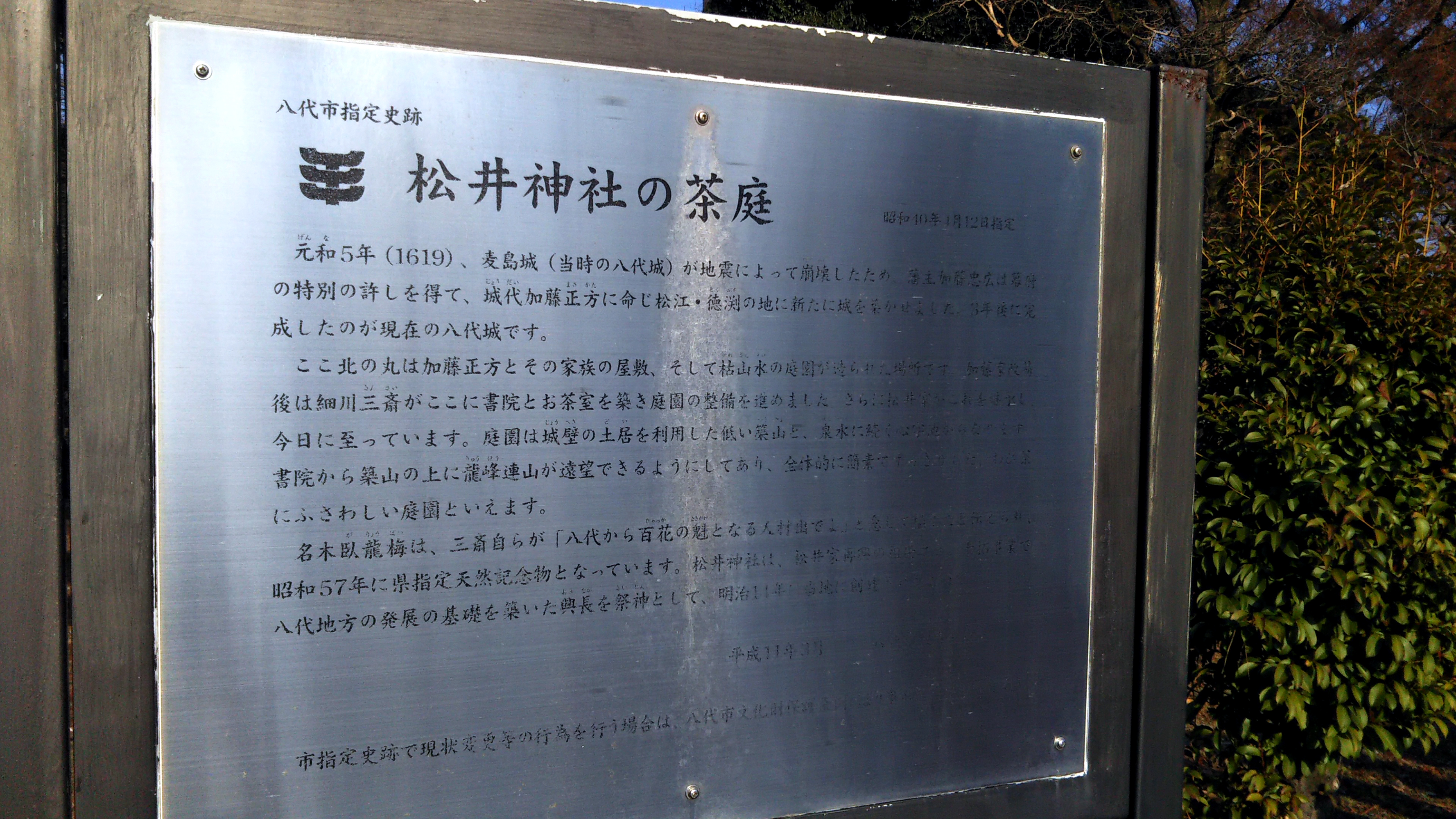
松井神社の茶庭

境内にある樹齢三百数十年の梅の名木 臥竜梅（がりゅうばい、がりょうばい）は有名。熊本県指定天然記念物。細川忠興（三斎）が「八代から百花の魁となる人材出でよ」と念じて、自ら植えたと伝えられている。

## 祭神
- 松井康之
- 松井興長

## 例祭日
- 大祭 - 11月23日

## 境内
- 臥竜梅（がりゅうばい）（熊本県指定天然記念物）
- 鶯宿梅（おうしゅくばい）